# Boțești (Vaslui)
Boţeşti è un comune della Romania di 2 188 abitanti, ubicato nel distretto di Vaslui, nella regione storica della Moldavia. 
Il comune è formato dall'unione di 4 villaggi: Boțești, Gănești, Gugești, Tălpigeni.